# Cyrtonyx ocellatus
Cyrtonyx ocellatus là một loài chim trong họ Odontophoridae.